# Józef Pajestka

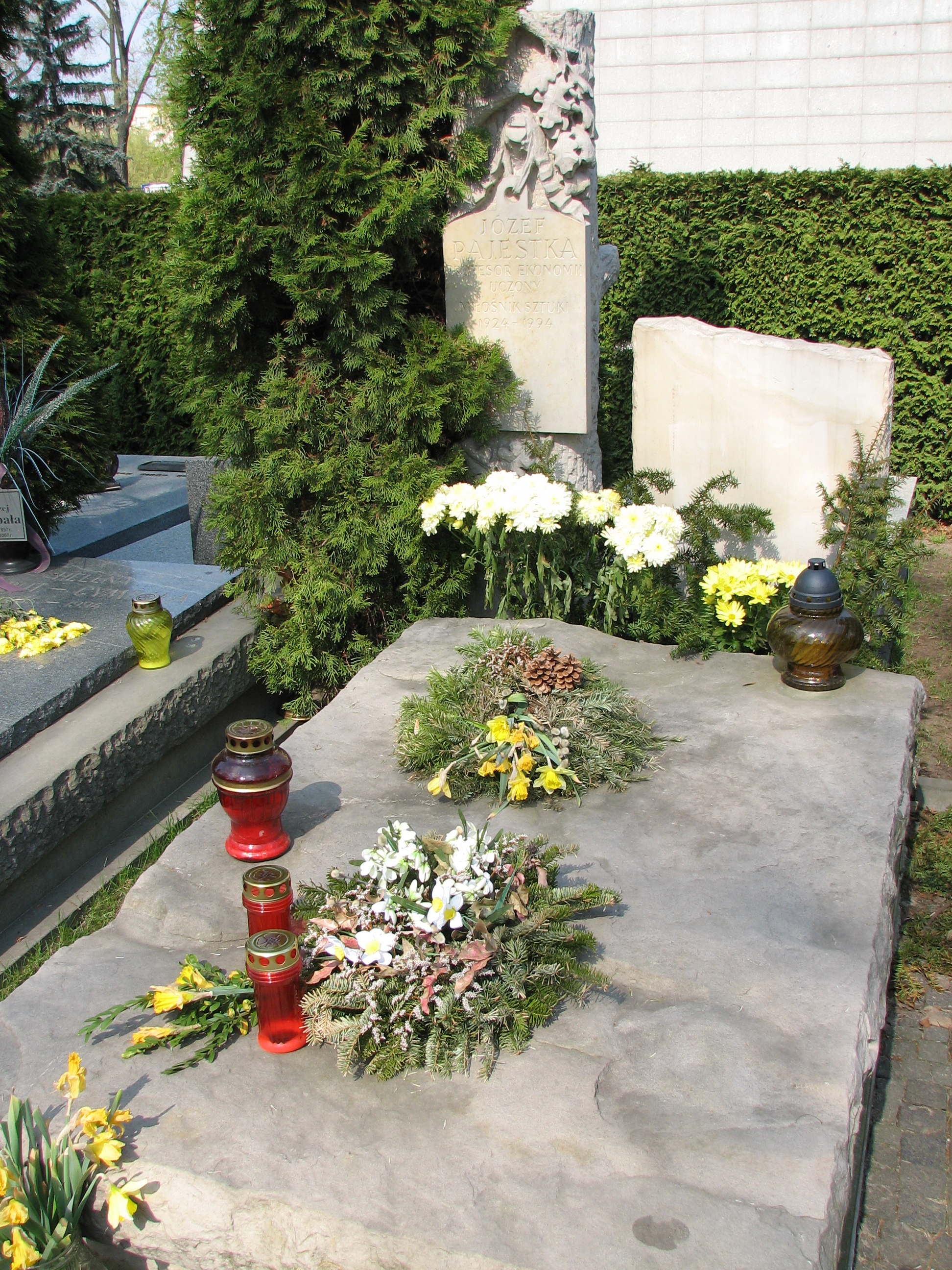
Grób na cmentarzu Wojskowym na Powązkach w Warszawie

Józef Pajestka (ur. 9 marca 1924 w Milówce, zm. 7 marca 1994 w Warszawie) – prof. zw. dr hab., polski ekonomista, profesor Uniwersytetu Warszawskiego.

## Życiorys
Absolwent I LO im. M. Kopernika w Bielsku-Białej. Studiował kolejno: prawo, filozofię i ekonomię na Uniwersytecie Warszawskim, który ukończył w 1949 r.
W latach 1945–1948 był członkiem ZWM, od 1953 roku należał do PZPR. W latach 1949–1955 był pracownikiem naukowo-dydaktycznym w SGPiS, a od 1956 do 1979 r. na powstałym w 1953 jako Wydział Ekonomii Politycznej, obecnie Wydziale Nauk Ekonomicznych Uniwersytetu Warszawskiego. W 1960 roku na Wydziale tym uzyskał stopień naukowy doktora, zaś w 1965 r. doktora habilitowanego w zakresie nauk ekonomicznych. W latach 1958–1962 był dyrektorem Zakładu Badań Ekonomicznych Komisji Planowania przy Radzie Ministrów, a następnie w okresie 1962 –1968 dyrektorem Instytutu Planowania. W latach 1968–1981 członek Komitetu Centralnego PZPR. Rada Państwa uchwałą z dn. 9 października 1968 nadała mu tytuł naukowy profesora nadzwyczajnego profesora nadzwyczajnego nauk ekonomicznych, a w 1973 r. profesorem zwyczajnym. W 1973 r. został również mianowany członkiem-korespondentem Polskiej Akademii Nauk. Od początku kariery naukowej związał się z ośrodkami myśli planistycznej, poczynając od Centralnego Urzędu Planowania. W 1968 r. powołany na stanowisko zastępcy przewodniczącego Komisji Planowania, z której funkcji zrezygnował w 1979 r. głównie aby skoncentrować się na działalności naukowej. Z jego inicjatywy i przy jego udziale w 1981 r. został utworzony Instytut Nauk Ekonomicznych PAN, którego był dyrektorem w latach 1981–1989.
Był aktywny na forum międzynarodowym. Już pod koniec lat 50. przebywał przez rok na stażu naukowym w Stanach Zjednoczonych. Był członkiem utworzonej w 1966 r. Komisji Planowania Rozwoju ONZ (Committee for Development Planning, przemianowanej w 1998 r. na Committee for Development Policy – Expert Group /CDPEG/), związany z różnymi organami ONZ w Ugandzie i siedzibą główną w Nowym Jorku. Już na drugiej sesji tej Komisji (10–20 kwietnia 1967 w Santiago, Chile), jako sprawozdawca przedstawił dwa dokumenty: „Planning methods and procedures and plan implementation” (E/AC.54/L.l7) oraz „State budget in the planning system: observations from Polish experience”, przygotowany wspólnie z prof. Mirosławem Orłowskim z SGH, również członkiem Polskiego Towarzystwa Ekonomicznego (E/AC.54/L.22). W latach 1983–1986 przewodniczący tej komisji. W 1960 był doradcą rządu Iraku. Brał też udział w zespołach doradczych w Ugandzie i Afganistanie, a w 1977 r. został członkiem Prezydium Komitetu Wykonawczego |Międzynarodowego Stowarzyszenia Ekonomicznego. Wykładał w Egipcie, Indii, Meksyku, Algierii i Wenezueli oraz w wielu krajach europejskich. W 1962 r. opublikował „Capital Investment, Employment and Economic Development” (Inwestycje kapitałowe, zatrudnienie i rozwój ekonomiczny) i „Studies on Development Patterns of Developing Countries” (Badania nad modelami rozwoju krajów rozwijających się). W 1970 r. opublikował pod patronatem ONZ pracę „Social Dimensions of Development” (Społeczne wymiary rozwoju), ze słowem wstępnym ówczesnego Premiera Szwecji, Tage Erlandera. Professor Pajestka brał regularnie udział w spotkaniach Klubu Rzymskiego wraz ze swym polskim kolegą Adamem Schaffem.
Był wieloletnim członkiem Rady Redakcyjnej organu teoretycznego i politycznego KC PZPR „Nowe Drogi”. W latach 1967–1981 pełnił funkcję prezesa Zarządu Głównego Polskiego Towarzystwa Ekonomicznego. Prowadził badania nad wzrostem gospodarczym w Polsce.
Był głównym twórcą koncepcji tzw. reformy WOG-owskiej (Wielkich Organizacji Gospodarczych) w latach sześćdziesiątych, podjętej przez władze PRL w ramach prób reformowania socjalistycznej gospodarki.
Żonaty, żona Irena Pajestka (1929-2023). Pochowany na cmentarzu Wojskowym na Powązkach w Warszawie (kwatera A3 tuje-2-49).

## Odznaczenia
- Krzyż Komandorski Orderu Odrodzenia Polski (1969)[10]

## Tytuły niektórych prac naukowych
- Co o tym myślą inni?: globaliści o transformacji systemowej, Katowice: „amp”, 1993
- Czynniki i współzależności rozwoju społeczno-gospodarczego kraju, Warszawa: „Książka i Wiedza”, 1975
- Czynniki i współzależności rozwoju społeczno-gospodarczego. 1, Determinanty postępu, Warszawa: Państwowe Wydawnictwa Ekonomiczne, 1981.
- Determinanty postępu: czynniki i współzależności rozwoju społeczno-gospodarczego, Warszawa: Państ. Wyd. Ekonomiczne, 1975
- Długofalowe studia i programowanie przestrzenne w skali kontynentalnej i subkontynentalnej: (ze szczególnym uwzględnieniem Afryki)
- Economic theorizing and new challengs in human evolutionary process, Warszawa: INE PAN, 1990
- Global change and Polish problems, Warszawa: „Oficyna Naukowa”, 1993
- Kształtowanie procesu rozwoju: racjonalność i manowce polityki, Warszawa: Państ. Wyd. Ekonomiczne, 1983
- Kształtowanie procesu rozwoju = Formirovanie processa razvitija: racional’nost’ i bluždanija politiki = Shaping the development process: rationality and vaulty ways of policy: racjonalność i manowce polityki, Warszawa: PAN INE, 1983
- Ludność i gospodarka świata, współautor, Warszawa: „Wiedza Powszechna”, 1978.
- O orientację na przyszłość w reformach polskich: megatrendy cywilizacyjne a proces transformacji systemowej, Warszawa: „Elipsa”, 1994.
- Po trzech latach – reforma gospodarcza na rozdrożu: referat na ogólnopolską konferencję naukową z cyklu Model a praktyka reformy gospodarczej na temat Samofinansowanie przedsiębiorstw, Lublin: PTE, 1985.
- Polski kryzys lat 1980–1981: jak do niego doszło i co rokuje. Warszawa: „Książka i Wiedza”, 1981
- Polskie frustracje i wyzwania: filozofia transformacji systemowej, Warszawa: PAN, 1991
- Polskie frustracje i wyzwania: przesłanki postępu cywilizacyjnego, Warszawa: „BGW”, cop. 1991
- Prolegomena globalnej racjonalności człowieka: o racjonalność ewolucji cywilizacyjnej, Warszawa: Państ. Wyd. Naukowe, 1990
- Rzecz o świecie i polskich sprawach, Warszawa: „Oficyna Naukowa”, 1993
- Sposób funkcjonowania gospodarki socjalistycznej: determinanty postępu II, Warszawa: Państ. Wyd. Ekonomiczne, 1979
- Strategiczne problemy dostosowań strukturalnych w procesie stowarzyszenia i integracji Polski ze Wspólnotami Europejskimi, Warszawa: „Real Press”, 1993

W czasach PRL był odznaczony m.in.: Krzyżem Komandorskim i Kawalerskim Orderu Odrodzenia Polski, Orderem Sztandaru Pracy I i II klasy i Złotym Krzyżem Zasługi oraz Odznaką „Zasłużonemu Opolszczyźnie” (1973).